# Bisdom São José dos Campos
Het bisdom São José dos Campos (Latijn: Dioecesis Sancti Iosephi in Brasilia) is een rooms-katholiek bisdom met als zetel São José dos Campos, in Brazilië. Het bisdom is suffragaan aan het aartsbisdom Aparecida.

## Geschiedenis
Het bisdom werd opgericht op 30 januari 1981, uit delen van de bisdommen Mogi das Cruzes en Taubaté.

## Parochies
Het bisdom had in 2020 een oppervlakte van 3.271 km2 en telde 1.002.803 inwoners waarvan 66,4% rooms-katholiek was.

## Bisschoppen
- Eusébio Oscar Scheid (11 februari 1981 - 23 januari 1991)
- José Nelson Westrupp (11 mei 1991 - 1 oktober 2003)
- Moacir Silva (20 oktober 2004 - 24 april 2013)
- José Valmor César Teixeira (20 maart 2014 - heden)

Aparecida (aartsbisdom) · Caraguatatuba · Lorena · São José dos Campos · Taubaté